# Stegana furta
Stegana furta – gatunek muchówki z rodziny wywilżnowatych i podrodziny Steganinae.
Gatunek ten opisany został w 1766 roku przez Karola Linneusza jako Musca furta.
Muchówka o ciele długości od 2 do 3 mm. Głowa jej jest w widoku bocznym blisko dwukrotnie wyższa niż długa, o matowym czole. Tułów i odwłok są błyszcząco czarne. Brązowe skrzydła mają żyłkę subkostalną za żyłką barkową ostro zakrzywioną ku tyłowi. Odnóża są żółte z częściowo przyciemnionymi udami środkowej i tylnej pary.
Owad znany z Hiszpanii, Andory, Wielkiej Brytanii, Francji, Belgii, Holandii, Niemiec, Danii, Szwecji, Norwegii, Finlandii, Szwajcarii, Austrii, Włoch, Polski, Litwy, Czech, Słowacji, Węgier, Słowenii, Chorwacji, Bośni i Hercegowiny, Ukrainy, Rumunii, Bułgarii, europejskiej części Rosji i wschodniej Palearktyki.